# Dictyoloma vandellianum
Dictyoloma vandellianum är en vinruteväxtart som beskrevs av Adrien Henri Laurent de Jussieu. Dictyoloma vandellianum ingår i släktet Dictyoloma och familjen vinruteväxter. Inga underarter finns listade i Catalogue of Life.